# Wilhelm Wackernagel
Wilhelm Wackernagel (Berlino, 23 aprile 1806 – Basilea, 21 dicembre 1869) è stato un filologo tedesco naturalizzato svizzero.
Era considerato il maggiore germanista dopo la morte di Jacob Grimm, avvenuta nel 1863.

## Biografia
Studiò presso l'Università di Berlino, inizialmente letteratura classica seguendo i corsi di August Boeckh e Karl Lachmann, ma finì per laurearsi in Letteratura tedesca.  Nel 1833 si trasferì a Basilea, dove dal 1835 al 1869 fu professore di lingua e letteratura tedesca presso l'Università di Basilea. Gli offrirono cattedre universitarie a Berlino, Monaco di Baviera, Tubinga e Vienna, ma ogni volta rifiutò. Ebbe tra i suoi allievi il filologo Ernst Götzinger.
Molte delle sue opere significative furono pubblicate postume.
Massone, fu oratore della loggia Freundschaft und Beständigkeit di Basilea, appartenente alla Gran Loggia Svizzera Alpina.
Era padre dell'indoeuropeista Jacob Wackernagel.

## Opere principali
- Geschichte des deutschen Hexameters und Pentameters bis auf Klopstock, 1831.
- Gedichte Walthers von der Vogelweide (editato con Karl Joseph Simrock).[4]
- Deutsches Lesebuch, 1835–1843 (3 volumi).
- Geschichte der deutschen Litteratur : ein Handbuch, 1848-1855 – Storia della letteratura tedesca.[5]
- Die Deutsche Glasmalerei : Geschichtlicher Entwurf mit Belegen, 1855.
- Kleineres Altdeutsches Lesebuch : Nebst Wörterbuch, 1861.
- Altdeutsches Handwörterbuch, 1861. (quinta edizione 1878, editato da Maximilian Rieger).
- Johann Fischart von Strassburg und Basels Antheil an ihm, 1870.
- Kleinere Schriften von Wilhelm Wackernagel, 1872-74 (3 volumi).
- Poetik, Rhetorik und Stilistik : Academische Vorlesungen, 1873 (editato da Ludwig Sieber).